# 미요시촌 (에히메현 슈소군)
미요시촌(三芳村)은 에히메현 구와무라군·슈소군에 설치되었던 촌이다. 현재의 사이조시에 해당한다.